# Giovannis Zimmer
Giovannis Zimmer (Originaltitel: Giovanni’s Room) ist ein Roman des US-amerikanischen Schriftstellers James Baldwin aus dem Jahr 1956. Er handelt von einem jungen Amerikaner in Paris, der seine gleichgeschlechtliche Liebe zu dem Barkeeper Giovanni verleugnet, was am Ende eine Tragödie mitverschuldet. Die LGBT-Literaturorganisation Publishing Triangle wählte Baldwins Roman im Jahr 1999 hinter Thomas Manns Der Tod in Venedig auf Platz 2 der besten Romane mit homosexueller Thematik. Auf Deutsch erschien der Roman 1963.

## Handlung
Kapitel Eins

David, ein in Frankreich lebender Mittzwanziger aus New York, will einen Zug aus einem Urlaub in Südfrankreich nach Paris nehmen. Seine Freundin Hella, der er einen Heiratsantrag gemacht hatte, ist fluchtartig in die USA zurückgekehrt. David erinnert sich schmerzhaft an einen Mann namens Giovanni, der am nächsten Morgen mit der Guillotine hingerichtet werden soll.
In der folgenden Rückblende erinnert sich David an seine erste sexuelle Erfahrung mit einem Jungen, Joey, die bei einer Übernachtung als Jugendlicher in Brooklyn eher unerwartet geschah. Am nächsten Morgen verließ er Joey und machte sich später mit anderen Jungen über ihn lustig, um sich männlicher zu fühlen. Davids Mutter war bereits früh verstorben, sodass er nur mit seinem wohlhabenden, alleinerziehenden Vater und seiner Tante Ellen aufwuchs. Ellen warf dem Vater nach seinen nächtlichen Ausgängen mit Alkohol und Frauen vor, kein gutes und moralisches Vorbild für den Sohn zu sein. Später baute David betrunken einen Autounfall. Da er kein klares Ziel im Leben für sich sah und es finden wollte, überredete David seinen Vater, ihm einen Aufenthalt in Paris zu finanzieren.
Nach einem Jahr in Paris erhält David Briefe seines Vaters, die ihn zur Rückkehr in die USA auffordern. David ruft, da er inzwischen nur noch wenig Geld zur Verfügung hat und seinen Vater nicht fragen will, seinen homosexuellen Bekannten Jacques an. David – sich selbst als heterosexuell betrachtend – hält nicht viel von Jacques, doch er hofft, sich von dem älteren und wohlhabenden Geschäftsmann Geld ausborgen zu können. Gemeinsam gehen sie in die Schwulenbar von Guillaume, wo der neue Barkeeper Giovanni aus Italien für Aufregung unter den Stammgästen sorgt. David und Giovanni unterhalten sich und finden aneinander Gefallen. Giovanni erzählt David, dass er Guillaume in einem Kino getroffen habe und sich, da er kein Geld hatte, von ihm zum Essen einladen und zum Job als Barkeeper überreden ließ. Im Morgengrauen besuchen David, Giovanni, Jacques und Guillaume ein Restaurant im Quartier des Halles bei Weißwein und Austern. Jacques fordert David auf, sich nicht seiner Liebe zu schämen, sonst würde er im Alter einsam wie er selbst enden. Während Jacques und Guillaume sich mit Strichjungen vergnügen, macht sich David mit Giovanni auf den Weg in dessen kleine Wohnung und schläft mit ihm.
Wieder in der Gegenwart, kurz vor Giovannis Hinrichtung, ist David in seinem Ferienappartement in Südfrankreich. Die katholische Haushälterin, wie Giovanni aus Italien kommend, erscheint wegen der Inventur und rät dem sichtlich mitgenommenen David zu beten, zu heiraten und Kinder zu bekommen.
Kapitel Zwei

Zwischen David und Giovanni entwickelt sich eine Beziehung und sie leben gemeinsam in Giovannis kleinem, dunklen Zimmer. Hella hält sich für längere Zeit in Spanien auf und erfährt nichts von der Affäre ihres Freundes. Giovanni sieht Hella nicht als Gefahr und erklärt David, dass Männer Frauen stets dominieren müssten. Man erfährt, dass Giovanni sein Heimatdorf verließ, als seine Freundin eine Totgeburt hatte. Als Hella in einem Brief ihre baldige Rückkehr ankündigt, distanziert sich David wieder von Giovanni. Um sich von seiner Heterosexualität zu überzeugen, schläft David mit einer flüchtigen Bekannten namens Sue. Als er in Giovannis Zimmer zurückkehrt, ist dieser verzweifelt, da er soeben vom eifersüchtigen Guillaume gefeuert wurde, da er nicht dessen sexuellen Avancen folgte.
Als Hella zurückkehrt, verlässt David Giovannis Zimmer und hinterlässt keine Nachricht für ihn. Stattdessen schickt David einen Brief an seinen Vater, in dem er um Geld für die Hochzeit mit Hella bittet. Kompliziert wird es, als das Liebespaar in einem Buchladen auf Jacques und Giovanni trifft. Hella fühlt sich von den Homosexuellen eher abgestoßen und kehrt schnell in ihr Hotelzimmer zurück. Giovanni und David haben eine finale Unterhaltung, in der David die Meinung vertritt, dass sie niemals zusammenleben könnten und er seine Männlichkeit verliere, wenn er weiter bei Giovanni bleibe. Später trifft David aber noch mehrfach in Paris auf Giovanni, was ihn immer wieder in Aufregung und starke Liebeseifersucht versetzt, besonders als Giovanni eine Beziehung mit Jacques zu entwickeln scheint. Dennoch hält David an seiner Verlobung mit Hella fest.
Auf einmal ist Giovannis Abbild in allen französischen Zeitungen: Er hat Guillaume ermordet, als er bei diesem finanziell abgebrannt um seine Wiedereinstellung bat. David stellt sich vor, dass Giovanni mit Guillaume der Anstellung wegen geschlafen habe und sich so in seinen eigenen Augen entwürdigt haben muss. Danach habe Guillaume wohl trotzdem eine Wiedereinstellung Giovannis abgelehnt, da er sein Ziel, mit ihm zu schlafen, erreicht und Giovanni durch seine nun offene Homosexualität für seine Stammkunden kein spannendes Geheimnis wie anfangs mehr sein würde. Giovanni müsse dann Guillaume in seiner Wut getötet haben. Während Giovanni nach kurzer Flucht verhaftet und zum Tode verurteilt wird, reisen Hella und David in den Süden Frankreichs. Sie reden über ihre zukünftige Beziehung und Hella drückt den Wunsch aus, als Frau auf den Mann hören zu wollen und fragt sich zunehmend unsicher, ob David diese Rolle erfüllen kann. David, von Schuldgefühlen geplagt und seiner Sexualität unsicher, verlässt Hella für ein paar Tage und reist nach Nizza. Die misstrauische Hella reist David nach und findet ihn küssend mit einem Matrosen in einer Bar. Sie reist verbittert in die USA ab.
David muss sich alleine seinen Schuldgefühlen stellen, dass, wenn er Giovanni nicht verlassen hätte, dieser auch nie den Mord begangen hätte. Am Morgen von Giovannis Hinrichtung erhält David einen Brief von Jacques, der Giovanni betrifft, und zerreißt diesen. Er will die Stücke des Briefes in den Kamin werfen, doch die Papierstücke wehen zu ihm zurück.

## Figuren
- David, der blondhaarige Amerikaner, ist die Hauptfigur und fungiert zugleich als Ich-Erzähler des Romans. Er wuchs bei seinem Vater und seiner Tante in New York unter recht wohlhabenden Verhältnissen auf. Seine Mutter starb, als er fünf Jahre alt war. Obwohl er bereits über 25 Jahre alt ist, zeigt sich David noch unentschlossen über seine Ziele im Leben.
- Giovanni, ein junger Italiener, der sein Heimatdorf verließ, nachdem seine Freundin eine Totgeburt hatte. Seit seiner Ankunft in Paris hat er meist nur unsichere oder schlecht bezahlte Stellen gefunden, nun arbeitet er als Kellner in der Schwulenbar von Guillaume. Giovanni lebt in einem kleinen, etwas heruntergekommenen Zimmer, das titelgebend für den Roman ist.
- Hella, die Lebensgefährtin von David. Sie lernten sich in einer Bar im Quartier Saint-Germain-des-Prés kennen. Die aus einer reichen Familie in Minneapolis kommende Hella studierte in Paris Malerei, hat das Studium aber abgebrochen.
- Jacques, ein älterer belgisch-amerikanischer Geschäftsmann und Stammgast in Guillaumes Bar. Der vereinsamte Jacques flirtet mit jungen Männern und gibt diesen gegenüber großzügig Geld aus. David mag ihn nicht, möglicherweise aber auch, weil der reflektiert beobachtende Jacques ihm einige unangenehme Wahrheiten über seine Sexualität und seine Verhaltensweisen anderen Menschen gegenüber mitteilt.
- Guillaume, der Besitzer einer nach ihm benannten Schwulenbar in Paris. Guillaume zeigt sexuelles Interesse an dem jüngeren Giovanni und bedrängt diesen intensiv, letztlich mit tödlichem Ausgang.
- The Flaming Princess, ein älterer schwuler Mann in Guillaumes Bar, der David warnt, dass Giovanni sehr gefährlich werden kann.
- Madame Clothilde, die Besitzerin eines Restaurants in Les Halles, das David, Giovanni, Jacques und Guillaume nach einer Feier in den frühen Morgenstunden aufsuchen.
- Pierre und Yves, junge Männer in Madame Clothildes Restaurant, die mit Jacques und Guillaume anbändeln.
- The Caretaker, die Haushälterin von David in dessen südfranzösischer Ferienwohnung. Die gebürtige Italienerin zog als Kind nach Frankreich und ist streng gläubig. Sie und ihr Ehemann Mario verloren ihr Erspartes im Zweiten Weltkrieg, in dem zwei ihrer drei Söhne starben.
- Sue, eine Blondine aus einer reichen Familie in Philadelphia, mit der David eine ebenso kurze wie unangenehme Affäre hat.
- Davids Familie. Die Beziehung Davids zu seinem verwitweten Vater ist von Freundlichkeit geprägt, aber nicht eng. Der Vater macht sich offenbar Sorgen darum, ob er seinen Sohn richtig erzogen hat. Als der erwachsene David in Paris lebt, ist der Vater zum zweiten Mal verheiratet und wird von David überwiegend wegen dessen Geldsorgen angeschrieben. Der Vater überweist ihm zwar stets das Geld, bittet ihn aber um Rückkehr in die USA. Eine wichtige Rolle in Davids Erziehung übernahm auch seine altjüngferliche Tante Ellen, die mit Davids Vater häufiger Streitigkeiten wegen dessen Erziehungen hatte – unter anderem da sich der Vater in seiner Zeit als alleinstehender Witwer häufiger mit einer Frau namens Beatrice traf.
- Joey, ein Jugendfreund von David in Coney Island, mit dem er seine erste gleichgeschlechtliche Sexualerfahrung hatte. Später selbstverleugnete David das Ereignis und ärgerte Joey im Verbund mit anderen Jungen.
- The Fairy, ein Homosexueller, der David in dessen Armeezeit Avancen gemacht hat und später wegen seiner Homosexualität unehrenhaft entlassen wurde.

## Entstehungsgeschichte

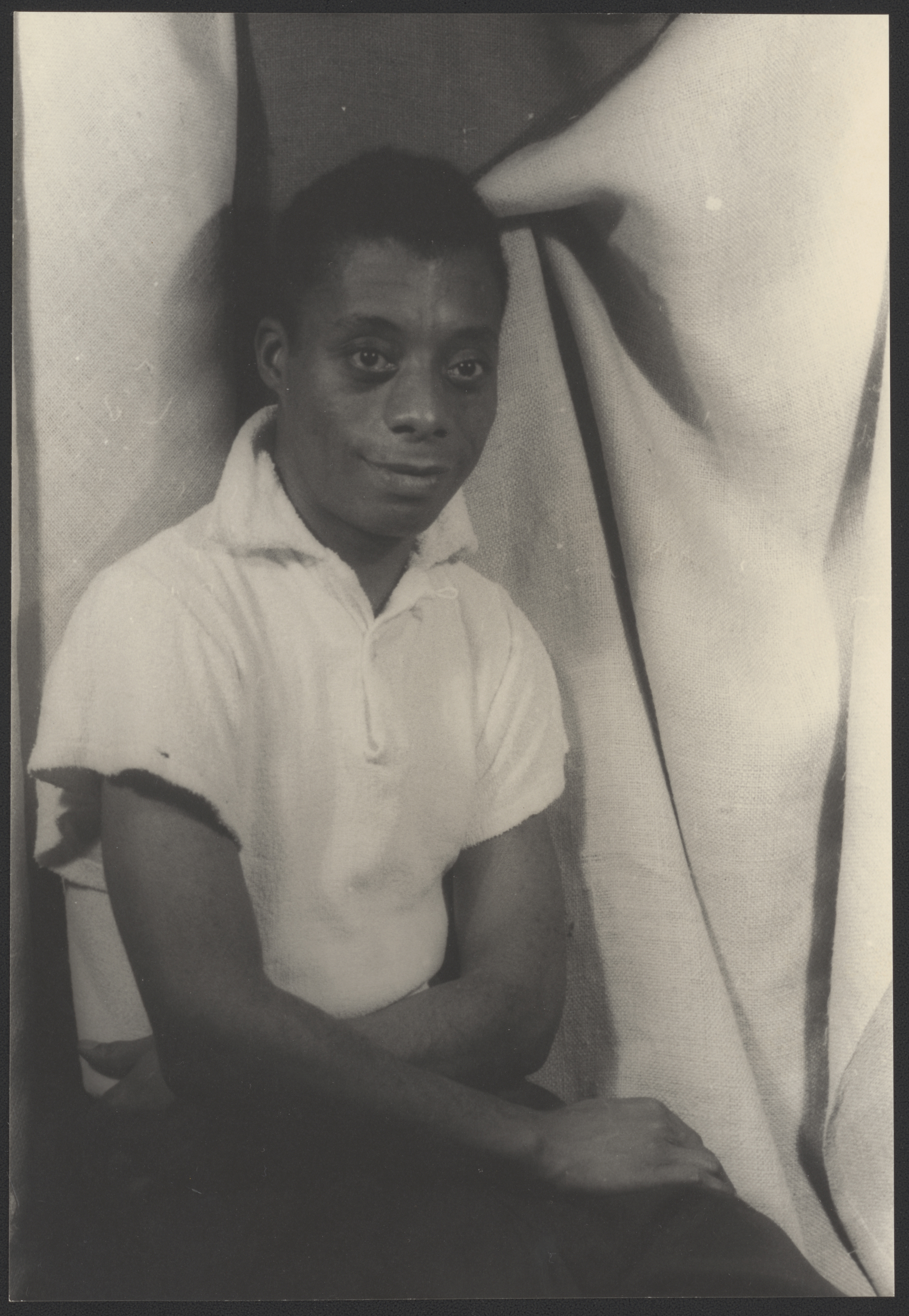
James Baldwin im Jahr 1955, während der Entstehungszeit des Romans

Nachdem Baldwin mit seinem Erstlingsroman Go Tell It on the Mountain den schriftstellerischen Durchbruch erreicht hatte, hielt er sich hauptsächlich in Paris auf, wo seine finanzielle Lage sich langsam wieder verschlechterte. Sein Verlag Knopf forderte aus den USA einen weiteren Roman, am besten ein in Harlem angesiedeltes Werk im Stile von Go Tell It on the Mountain. Baldwin wollte als Schriftsteller aber thematisch nicht auf seine Hautfarbe festgelegt werden, entsprechend spielt Giovannis Zimmer komplett unter weißen Figuren. Eine Inspiration für die Handlung war Baldwins flüchtige Begegnung mit einem blondhaarigen Franzosen, der ihm und einigen Freunden in einer Bar einige Drinks spendiert hatte, dann wenige Tage später wegen Mordes verhaftet und schließlich dafür hingerichtet wurde.
Dennoch gibt es die Verbindung zu Go Tell It on the Mountain, dass Baldwin sich auch hier mit der Homosexualität einem weiteren Außenseiterthema widmete. In einem Interview erklärte er später, die Frage nach der Behandlung von sexuellen Minderheiten und die nach der Behandlung von Schwarzen seien immer miteinander verbunden gewesen ("the sexual question and the racial question have always been entwined"). Ähnlich wie bei Go Tell It on the Mountain ist der Roman eine Art Allegorie: Die Figuren sind gefoltert durch zum einen ihre persönlichen Schwächen, zum anderen aber auch ein größeres gesellschaftliches Problem. Weiter führte er aus:
„Giovanni's Room handelt nicht wirklich über Homosexualität. Es ist das Vehikel, durch welches das Buch sich bewegt. Go Tell It on the Mountain ist beispielsweise genauso wenig über die Kirche wie Giovanni's Room über Homosexualität. Es handelt darüber, was passiert, wenn du Angst hast jemanden zu lieben. Was viel interessanter als die Frage nach Homosexualität ist.“
Vor der Veröffentlichung von Giovannis Zimmer war Baldwin nervös, da er erst jetzt zunehmend als Homosexueller wahrgenommen wurde und fürchtete, dass das Romanthema seine ohnehin schwierige Beziehung mit seiner religiösen Familie weiter belasten würde. Seinen amerikanischen Verlegern legte Baldwin Giovannis Zimmer erst vor, als es bereits fertig geschrieben war. Sie rieten Baldwin von der Veröffentlichung ab, da das Buch ihrer Meinung nach seine Karriere zerstören würde. Die erste Veröffentlichung des Romans fand daher in England statt, weil sein dortiger Verleger Michael Joseph mehr Gefallen an dem Roman gefunden hatte.

## Rezeption
Nach langen Wirren erschien Baldwins Roman im Jahr 1956 auch in den USA. In fast keinen Kritiken wurden Baldwins autobiografischer Hintergrund thematisiert oder über seine sexuellen Präferenzen spekuliert, wie er zuvor befürchtet hatte. Ihm wurde von Leslie A. Fiedler bescheinigt, mit Giovannis Zimmer vom „schwarzen Schriftsteller“ zum „Schriftsteller“ geworden zu sein, der sich auch an andere Themen heranwage. Insgesamt fielen die Kritiken aber eher gemischt aus, da viele zeitgenössische Kritiker offenbar ein weiteres Werk mit Schwarzenthematik erwartet hatten. Daher wurde Giovannis Zimmer mit seinem für Baldwin ungewöhnlichen Milieu (es treten keine schwarzen Figuren auf) lange in den USA als „eine Art Jugendsünde“ des Schriftstellers betrachtet, die „umso eher zu verzeihen sei, als das Buch wie schon der Erstling Go Tell Zeugnis ablege vom großen Wortkünstler und Stilisten Baldwin“.
Viele Kritiker der 1950er-Jahre reagierten aber auch grundsätzlich reserviert bis feindlich auf das Romanthema: Ein Kritiker sah Homosexualität als „geschmacklos“ und die Figuren als eher „mehr auf krude Weise komisch als tragisch“. David Karp lobte, dass Baldwin ehrlicher über die physischen Aspekte männlicher Liebe als die meisten Schriftsteller, die über das Thema geschrieben hätten, sei, dabei zugleich „einen sehr delikaten Sinn für guten Geschmack behalte“, sodass die „abscheulichen“ Figuren nie den Leser „belästigen“ würden. Neben dem Thema der Homosexualität verwiesen viele amerikanische Kritiker auch auf die Vergleiche zwischen europäischer und amerikanischer Kultur und Lebensart, die Baldwin im Roman ziehe, und verglichen ihn mit Jean Genet.
In Deutschland erschien Baldwins Roman im Jahr 1963. Hier gab es weniger pauschale Ablehnungen wegen des Themas der Homosexualität, dennoch waren die Kritiker im Gesamten eher kühl eingestellt, wobei es sowohl eindeutig negative wie positive Kritiken gab. Im Gegensatz zu den US-Kritikern bemängelten die deutschen Literaturkritiker der Nachkriegszeit oft, dass sich in die Dialoge gelegentlich sentimentaler Pathos hereinstehle. Der Spiegel schrieb im Hinblick auf das Romansetting und Baldwins Aufenthalt in Paris, dass wohl eine Generation nach Hemingway die „französische Metropole amerikanischen Nonkonformisten noch immer als Ort der Reife“ diene. Über den Roman, in dem sich die Hauptfigur zum „Homosexuellen läutert“, war Der Spiegel aber negativer Meinung: „Der teils romantisierende, teils freudlos-freudianische Psychoreport des Ich-Erzählers ist zu konstruiert, als daß er das Leserinteresse auf die Dauer engagieren könnte.“
Horst Bienek und Siegfried Lenz sahen in ihre Rezensionen zu Giovannis Zimmer das Außenseiter-Thema hervorragen. Am Ende, so Bienek, seien die Außenseiterrollen eines Schwarzen und eines Homosexuellen so ähnlich und am Ende des Romans müsse David sich zum Menschsein und zu seiner Homosexualität bekennen. Fritz J. Raddatz waren in seiner Rezension dagegen eher Liebesunfähigkeit und Selbsthass der Figuren wichtig: „(...) zwei Menschen, deren Liebesfähigkeit und Liebesmöglichkeit zersetzt ist, deren Vorbelastung nicht zulässt, was Baldwin typischerweise 'eigenartige Unschuld und Vertrautheit' nennt“. Identitätssuche sowie die „Verflechtung von Vereinzelung, Selbstentfremdung und Selbsthass“ seien Hauptthemen für Baldwin, so Raddatz.
Heute gilt Giovannis Zimmer weithin als einer der größten Klassiker der Schwulenliteratur. Gareth Greenwall schrieb anlässlich des 60. Geburtstages des Romans in The Guardian, dass Baldwins Roman als „Antidot gegen Scham“ funktioniere. Am meisten bewundere er den Roman für seine „lyrische Konzeption von Zeit“: Durch die vermischten Settings von Gegenwart und Vergangenheit gelinge es, einen künstlichen Spannungsaufbau zu verhindern. Alle größeren Handlungspunkte, beispielsweise Giovannis Hinrichtung, seien dem Leser nach den ersten Seiten klar, was Baldwins Erzähler aber das freie Wandern zwischen den Zeitebenen ermögliche. Zugleich sei der Roman eine Reflexion über Amerika und Europa, beispielsweise wenn Davids typisch amerikanischer Glaube, selbst alle Entscheidungen frei zu treffen und sich für das „Gute“ entscheiden zu können, durch die Entdeckung seiner homosexuellen Neigungen zerstört wird.

## Adaptionen
Eine Verfilmung von Baldwins Roman wurde bisher nicht gedreht. Es gab aber auch im deutschsprachigen Raum einige Theateradaptionen des Stückes, beispielsweise 1993 in der Brotfabrik Berlin mit den Schauspielern Jens Schmieder und Michael Laricchia.

## Übersetzungen
- Giovannis Zimmer. Übersetzt von Axel Kaun und Hans-Heinrich Wellmann. Rowohlt Verlag, Reinbek bei Hamburg, 1963.
- Giovannis Zimmer. Neuübersetzung von Miriam Mandelkow. dtv Verlag, München, 2020.